# 청계중학교
청계중학교(淸溪中學校)는 대한민국 경기도 화성시 청계동에 있는 공립 중학교이다.

## 학교 연혁
- 2015년 3월 1일 : 제1대 김원석 교장 취임
- 2015년 3월 2일 : 제1회 입학식(3학급 101명)
- 2016년 1월 7일 : 제1회 졸업식(2학급 46명)
- 2021년 9월 1일 : 제2대 조도순 교장 취임
- 2024년 1월 5일 : 제9회 졸업식(12학급 416명)
- 2024년 3월 4일 : 제10회 입학식(12학급 408명)

## 참고 자료
- 청계중학교 - 한국교육학술정보원 학교알리미